# Cathédrale de Sulmona
La cathédrale de Sulmona est une église catholique romaine de Sulmona, en Italie. Il s'agit de la cathédrale du diocèse de Sulmona-Valva.